# M/Y Mariana
M/Y Mariana är en motoryacht och före detta tullkryssare, som ritades av C.G. Pettersson och byggdes 1924 på Lundin & Johanssons varv i Fiskebäck i Önnered i Göteborg. 
Mariana var först stationerad på Västkusten och senare i Barösund vid Östersjön, där hon var kvar till 1939, då hon utrangerades. 
Hon går numera i chartertrafik. Hon är k-märkt sedan 2013.

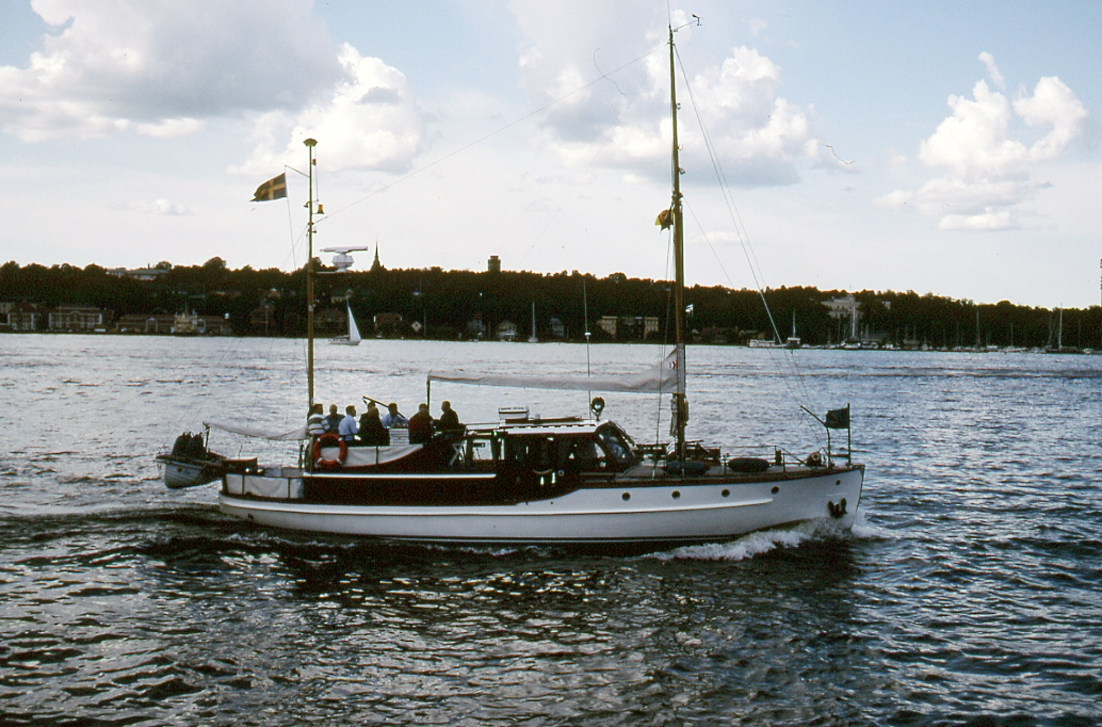
M/Y Mariana på Stockholms ström, 2003